# 轉杯
轉杯是一个以團隊為基礎的飲酒遊戲。 玩家需分为同等數量的兩队相互面對。而每个玩家面前会有一个一次性塑料杯，裡面裝了啤酒。
开始时，玩家通常会祝酒，然后，每隊的首名玩家要喝完整杯酒。 当喝完后，杯子会被放在桌子的邊緣，刚喝完成酒的玩家需要輕輕地提起杯子的底部，直到它翻轉並朝下放在桌子上，如果杯子被撞倒打翻，玩家必須重新翻轉。玩家不得使用雙手，或者向杯子吹气使它翻轉。 如果玩家第一次嘗試失敗，杯子会被重置並重新翻轉。只有在第一位隊友成功完成後，下一個人才能繼續下去。 此外，隨後的玩家不可觸摸或操縱他們的杯子，直到先前的玩家成功地翻轉他們的杯子。最快完成飲酒並且翻轉所有杯子的队伍可获得勝利。

轉杯

美國舉行过多次的轉杯比賽。

## 变体

### 巴达维亚当斯
巴达维亚当斯轉杯和原来的版本略有不同。巴达维亚当斯轉杯需要在圓桌上玩，至少需要四名玩家。兩名玩家站在对面并同時開始。 每個玩家成功地喝完杯中的酒并轉杯后，他們右邊的人会继续(逆時針)。 此外，成功轉杯后，如玩具直接離開，他們的杯子将会重新填滿酒。 比賽会繼循環，直到玩家無法成功翻轉他們的杯子，就由右边的人继续轉杯。
基本上，巴达维亚当斯轉杯只会有一个失败者。

### 倖存者轉杯
遊戲開始與原始版本完全相同，但是一旦任何一队輸了一輪，他們必須有一个人退出游戏。該隊仍然需在下一輪中與其對手喝相同數量的酒，因此必須指定一名玩家轉多於一杯。當任何一隊沒有剩餘的玩家，即另一隊勝利。